# Buenópolis
Buenópolis es un municipio brasileño del estado de Minas Gerais, situado en su centro-norte, en una región conocida como área de los grandes sectores popularizada por el escritor Guimarães Rosa. De acuerdo con el censo realizado por el IBGE en 2010, su población era de 10 291 habitantes. Está a 272 km de distancia de Belo Horizonte. 
El municipio posee fuentes de aguas termales (Distrito de Curimatai), algunas aun sin explotar por el ecoturismo. También forma parte del Parque Estatal de la Sierra del Cabral, creado en 2005 y del Parque Nacional de las Siempre Vivas.